# Bairds næbhval
Bairds næbhval (Berardius bairdii) er en art i familien af næbhvaler i underordenen af tandhvaler. Dyret bliver 10,7-12,8 m langt og vejer 11-15 t. Det ligner Arnouxs næbhval så meget, at nogle forskere mener de tilhører samme art. De lever dog to forskellige steder. Arnouxs næbhval lever i de antarktiske områder, mens Bairds næbhval lever i det nordlige stillehav. Arnouxs næbhval er formentlig også mindre end Bairds næbhval.